# Josep Sardó i Cassà
Josep Sardó i Cassà   (Calonge i Sant Antoni, 1848 - 1893) fou mestre de solfeig i de coral, instrumentista i compositor.

## Biografia[1][2]
Josep Sardó va néixer el 16 d'octubre de 1848 al número 1 de la plaça del Castell. Els seus pares es deien Joan Sardó i Anna Cassà, ambdós naturals de Calonge. Des de molt jove va mostrar una gran afició per la música, i això va fer que l'any 1863, Josep Sardó fos inscrit per formar part de la futura cobla de Joaquim Costa Illa, segons un contracte que van signar el mestre i una sèrie de pares o mecenes per tres anys. Joaquim Costa era natural de Palafrugell, però havia tingut connexions amb el mestre Pep Ventura durant la seva estada a Figueres. Josep Sardó era el més petit dels 12 alumnes que van formar aquella cobla. En acabar el contracte amb en Costa, se'n va fer un altre, ara amb Joaquim Jovanet i Bosch, de Canet de Mar, l'any 1866. En el fons, era una continuació de la cobla de Costa. Josep Sardó va ser l'únic alumne de Jovanet que va arribar a compondre.
A part de participar en ambdues cobles, va arribar a crear una orquestra, que ell mateix va dirigir, i també un cor, que possiblement fora un dels cors de Clavé.
L'any 1869, Josep Sardó, de família republicana, va participar en el Foc de la Bisbal, a la Bisbal d'Empordà, on va servir a les ordes de Pere Caimó. Es guanyava la vida treballant de taper, si bé la música era un complement important, perquè tocava la trompeta i va arribar a crear una escola de solfeig oberta als nens i les nenes del poble.
Casat amb Marianna Vilar Pagès al 22 de juny del 1868, quan tots dos tenien 20 anys, van tenir set fills: Jacinta (1869), Margarita (1871), Ginesa (1872), Camila (1876), Pere (1879) Anicet (1882) i Joaquim (1886). Tres d'ells van morir ben joves, les nenes Margarita, Ginesa i Camila. Margarita, la segona de la casa, va morir al cap de sis setmanes de vida, però més dura va ser la mort de les altres dues, ja que eren més grans: Ginesa va morir als sis anys i Camila, als dos. Això va fer que coincidissin en l'any, el 1878, encara que no pas en el mes: Camila va morir el 21 de juliol i Ginesa, el 16 de desembre. Davant la pèrdua de les dues filles, Josep Sardó va compondre dues marxes fúnebres molt emotives, que es van tocar en els respectius enterraments. Després de ser executades per última vegada al cementiri, ell mateix va recollir les partitures i les va estripar allà mateix perquè no fossin tocades mai més.
Va compondre sardanes i ballets per a la seva agrupació musical. Va escriure composicions per a tres o quatre veus, de les quals destaquen Nuvolada, La Santa llibertat i Voretes de la Muga. També va compondre música religiosa i peces per ajudar, ja fos a gent del poble o pels afectats d'un terratrèmol a Màlaga, sense oblidar les seves estudiantines i les composicions anuals dedicades a la joiosa nit de Pasqua Florida.
Els seus quatre fills van continuar, més o menys, la seva estima per la música. Jacinta va participar en la coral de l'Orfeó Llevantí. Pere va tocar el piano al casino La Fraternitat i, posteriorment, a partir de 1924, al casino Foment Agrícola i Industrial. Per al nou casino va fundar i dirigir una coral, l'Orfeó Llevantí, que va sobreviure fins a l'any 1936, amb l'esclat de la Guerra Civil espanyola. Anicet, que es va establir a Viena, on feia de periodista i professor d'idiomes, tocava el piano i la guitarra i va compondre algunes peces, com El rosal -dedicat al seu germà Pere i en tres idiomes: castellà, català i francès- i la cançó vienesa Mein Platz ist dort unten in Grinzing (La meva plaça és just sota Grinzing). Joaquím va tocar el contrabaix, per complementar el seu germà al piano, va fer d'ajudant de direcció a l'Orfeó Llevantí i, en jubilar-se, va fer algunes composicions, com Torre Valentina, Enrica, Melangia, Tot floreix a la masia o Antonet.
Josep Sardó va morir a Calonge, a la casa del carrer Nou, el 13 de desembre de 1893. El seu enterrament va ser una gran manifestació popular.
L'any 2011, durant la inauguració de la rehabilitació i ampliació de l'Escola de Música de Calonge, l'Ajuntament va decidir posar-ne el nom a una de les sales.
El seu net, Adrià Sardó i Parals, ha continuat la seva estela musical. Adrià Sardó és instrumentista de violí, director d'orquestra i coral i compositor. A més és qui va crear l'Escola de Música, que des del 2011 porta el seu nom.